# Ringstraße
Ringstraße er en cirkulær vej, som omkranser bydelen Innere Stadt i Wien og er en af byens primære veje. Vejen er typisk for den historiske stil kaldet Ringstraßenstil fra 1860'erne til 1890'erne.

## Historie
Vejen blev bygget til at erstatte bymurene, som var blevet bygget i det 13. århundrede, finansieret af løsepengene for Richard 1. Løvehjerte, og derefter forstærket efter den første tyrkiske belejring af Wien i 1529, og i stedet for glacisen, som var 500 meter bred. Befæstningen havde været forældet siden slutningen af 1700-tallet, men ved Revolutionerne i 1848 var det klart, at en betydelig ændring ville blive udløst.
I 1850 blev forstæderne (i dag bydele II til IX) organiseret som kommuner, hvilket blot gjorde murene til hindringer for trafikken. I 1857 udsendte kejser Franz Joseph 1. af Østrig-Ungarn sit berømte dekret "Det er min vilje" (Es ist Mein Wille på Wikisource), hvor han beordrede nedlægningen af bymurene og fæstningsgravene. I sit dekret bestemte han de eksakte mål på boulevarden såvelsom geografiske positioner og funktioner af nye bygninger, der skulle placeres langs vejen. Intentionen omkring ringgaden og de planlagte bygninger var at promovere Habsburgernes kejserlige ophøjethed og stoltheden over det østrig-ungarske rige. På det praktiske niveau havde kejser Napoleon 3. af Frankrig's konstruktion af en boulevard i Paris allerede bevist, hvordan det at gøre gaderne bredere effektivt forhindrede de revolutionære i at etablere barrikader.
Eftersom Ringstraßen primært var der for synets skyld, blev en parallel Lastenstraße (godsvej) bygget på ydersiden af de forhenværende glaciser. Denne vej er kendt som 2-er Linie, navngivet efter sporvognslinje nr. 2, som benyttede den. Vejen er stadig vigtig for trafikkens afvikling.
Efter nogle kompetencestridigheder mellem regeringen og kommunen blev en "byudvidelsesfond" oprettet, og den blev administreret af regeringen. Kun Wien Rådhus blev planlagt af byen.
Gennem de følgende år blev et stort antal af private og offentlige, overdådige bygninger opført. Både adelskabet og pengestærke aristokrater var ivrige for at opføre prangende herskabshuse og palæer langs vejen. En af de første bygninger var Heinrichshof, ejet af ølbryggeren Heinrich Drasche, som lå over for Wien Statsopera indtil 1945.
Sigmund Freud var kendt for dagligt at rekreere sig med gåture rundt på ringgaden.

## Bygninger
De fleste bygninger kan dateres til tiden før 1870. De mest bemærkelsesværdige inkluderer:
- K.u.K. Hofoper (nu Wien Statsopera)
- Wien Kunstakademi (Academie der bildenden Künste)
- Østrigs parlamentsbygning
- Rathaus (Rådhuset)
- K.u.K. Hofburgtheater (nu Burgtheater)
- Universitetsbygningen
- Votivkirche
- Börse (Børsen)
- Ringtårnet
- Uraniaobservatoriet

Den eneste kirkelige bygning er Votivkirken, som blev bygget, efter at kejser Franz Joseph 1. af Østrig-Ungarn var blevet reddet fra et mordforsøg i 1853.
Hofburg blev udvidet med en tilbygning, det Nye Hofburg (Neue Burg), som i dag huser Wiens etnologiske museum og Østrigs Nationalbibliotek. På den anden side af gaden er Wiens kunsthistoriske museum og det naturhistoriske museum, som blev bygget til de kejserlige samlinger. Oprindeligt skulle der have været en parallel fløj modsat Neue Burg. Heldenplatz og Maria-Theresien-Platz ville være blevet Kaiserforum, men opløsningen af det østrigske monarki satte en stopper for disse planer.
Konstruktionen sluttede i 1913 med færdiggørelsen af krigsministeriet. På det tidspunkt var den før omtalte Ringstraßenstil allerede noget forældet.
Ringgaden var planlagt med en generøs mængde af grønne arealer og træer omkring, hvoraf de mest bemærkelsesværdige er Wien Bypark med Kursalonen, Burggarten, Volksgarten og Rathauspark, såvel som et antal pladser som Schwarzenbergplatz, Schillerplatz, Maria-Theresien-Platz og Heldenplatz. Flere monumenter er anbragt ned langs ringgaden. Der er statuer af Goethe, Schiller, Maria Theresia, Prins Eugen af Savoyen, ærkehertug Karl af Østrig, grundlæggerne af den første østrigske republik, Athene, Andreas von Liebenberg, grev Radetzky, Georg Coch, og Johann Strauß.
Den største katastrofe var branden i det såkaldte Ringtheater i 1881, i hvilken flere hundrede mennesker døde. Det blev efterfølgende nedrevet og erstattet af Sühnhof, som blev bygget i erindring om de 300 ofre og blev indviet af kejser Franz Joseph. Det blev ødelagt under bombningen af Wien i 1945; i dag ligger det kommunale politis hovedkvarter på stedet. Desuden blev en række andre bygninger helt eller delvist ødelagt. På et af stederne står i dag et monument til erindring om nazismens ofre.

## Ringgadens sektioner
Ringgaden har mange sektioner. Den omkranser den centrale del af byen alle steder på nær i nordøst, hvor Franz-Joseph-Kai, som går langs Donaukanalen (en forgrening af Donau), ligger i stedet. Startende fra Ringtårnet i den nordlige ende af Franz-Josephs-Kai er sektionerne som følger:
- Schottenring (opkaldt efter Schottenstift)
- Dr.-Karl-Lueger-Ring (Karl Lueger)
- Dr.-Karl-Renner-Ring (Karl Renner)
- Burgring (Hofburg)
- Opernring (Wien Statsopera)
- Kärntner Ring (Kärnten)
- Schubertring (Franz Schubert)
- Parkring (Wien Bypark)
- Stubenring

48°12′17″N 16°21′46″Ø / 48.2046°N 16.3627°Ø